# Pristavica pri Velikem Gabru
Pristavica pri Velikem Gabru je naselje v občini Trebnje.
Pristavica pri Velikem Gabru je gručasta vas v ravnini ob avtocesti Ljubljana – Zagreb. Pod vasjo se razteza rodovitna kraška Dobska uvala, nad njo pa je na prisojnih legah nekaj vinogradov.